# シャンパン

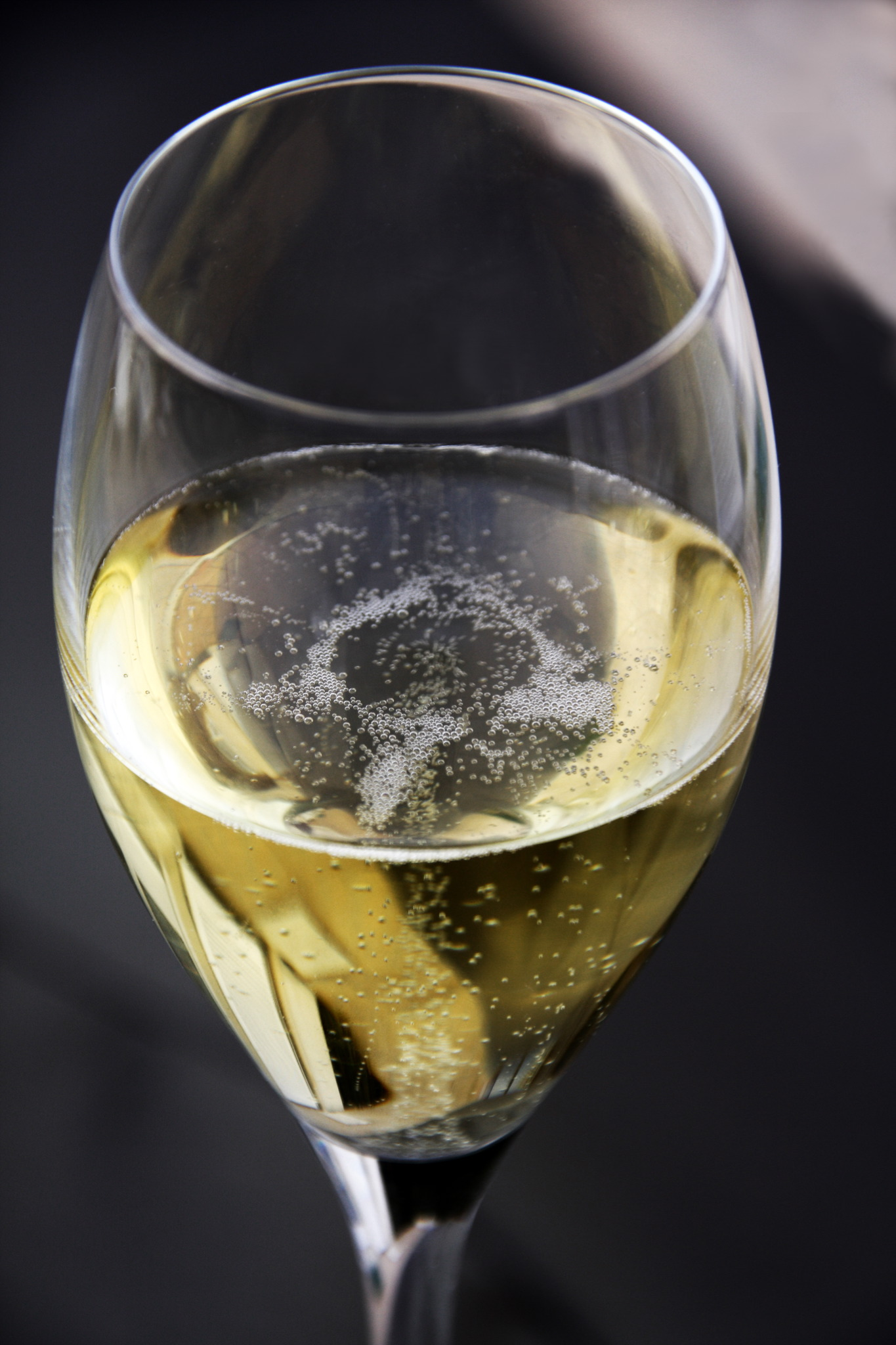
グラスに注がれたシャンパン

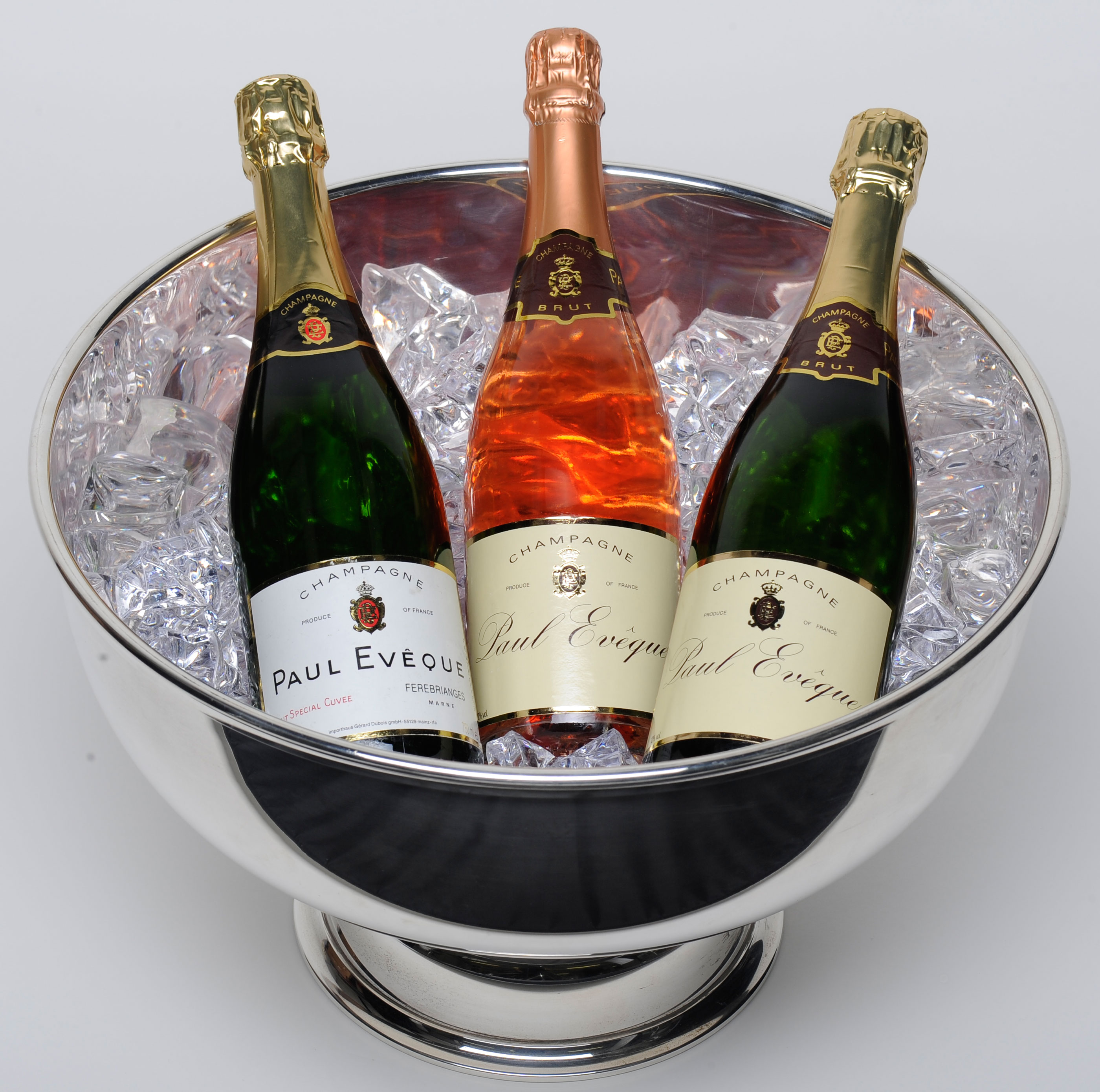
陳列されたシャンパンボトル

シャンパンあるいはシャンパーニュ（仏: Champagne）は、フランスのシャンパーニュ地方特産のスパークリングワイン（ブドウの醸造酒）である。
キリスト教修道士ドン・ペリニヨンが確立したと伝えられる瓶内二次発酵と、アッサンブラージュと呼ばれる様々な原酒のブレンド、さらにティラージュおよびドザージュと呼ばれるシロップの添加に大きな特徴がある。歴史的にそれ以前の同じブドウの発泡酒ながら、白濁したものとは異なるオリを取り除く製法の確立によって、透明な発泡ワインとなって以来上流階級の好むところとなり、国際的に著名な酒の一種として現在に至る。

## 呼称
フランスのシャンパーニュ委員会(CIVC)はフランス語発音に近いシャンパーニュを用いることを推奨しており、フランス語を学んだ日本人は日常会話でも自然にそう発音するが、フランス語を話さない日本人の日常会話ではそのような発音はあまりしない。なお日本語の「シャンパン」も一応はフランス語/ʃɑ̃paɲ/に由来する読み方であり、許容範囲である。なお「シャンペイン」（英語：/ʃæmˈpeɪn/）は英語読みであり、主に英語圏で使用される。
昔の日本では、三変酒とも呼ばれた。酸半(サンパン)とも表記された。かつて香港および上海では三鞭酒と当て字された。現代中国語では主に香檳酒と表記される。
TRIPS協定の地理的表示に指定され、世界でブランドが保護され、アペラシオン・ドリジーヌ・コントロレで「シャンパン」と定められた物（フランス共和国シャンパーニュ地方で、定められた製法で作られた物）のみ『シャンパンの名称』を使うことが出来る。それ以外の物をシャンパンと呼ぶのは日本においても違法になる。
シャンパンを含む発泡性ワインの一般名称（包含する上位概念）はスパークリングワインである。

## 概要
シャンパンは、フランスのシャンパーニュ＝アルデンヌ地域圏で生産されたブドウのみを使い、瓶内二次発酵を行った上で封緘後15か月以上の熟成を経た、いわゆるシャンパン製法のスパークリングワインを指す。元となるワインは様々なレシピによりブレンドされる点や、二次発酵のために発泡の元となるシロップを添加（ティラージュ）、また仕上げに、リキュールとシロップの添加（ドザージュ）する点も特徴である。
ほぼ同様の工程を経たスパークリングワインに、スペインの「カヴァ」、イタリアの「スプマンテ」（一般名詞）、ドイツの「ゼクト」（一般名詞）、フランス国内でもアルザス地域圏の「クレマン・ダルザス」、ペイ・ド・ラ・ロワール地域圏の「クレマン・ド・ロワール」、ブルゴーニュ地域圏の「クレマン・ド・ブルゴーニュ」等があるが、シャンパンはその選定基準の厳しさと熟成期間の長さにおいて突出している。またフランス国内の酒屋（それぞれのクレマンの産地地元は除いて）やスーパーマーケットでも、シャンパンは他地域のスパークリングワインと比較して、ずっと高額で販売されているのが一般的である。
現在シャンパンと言う場合、1919年にAOC（アペラシオン・ドリジーヌ・コントロレ。原産地呼称統制法）によって定められた定義は『シャンパーニュに使用できるブドウ品種は、ピノ系品種とアルバンヌ、プティ・メリエのみ』である。
また、2010年11月22日の政令による定義に基づき、シャンパーニュ地方で造られた7つのブドウ品種、黒ブドウはピノ・ノワール（Pinot Noir）とムニエ（Meunier）、白ブドウはシャルドネ（Chardonnay）、ピノ・グリ（Pinot gris）(古代名：アンフュメまたはフロモントー)、プティ・メリエ（Petit Meslier）、ピノ・ブラン、アルバンヌを材料として醸造された「スパークリングワイン」のことである。
1919年のAOC定義に、シャルドネが指定品種の中に含まれていなかったのは、ブドウ品種の分類に関する研究があまり進んでおらず、シャルドネはピノ系のブドウに含まれていたためである。
AOCが制定された当時、シャンパーニュ地方以外の地域でも、シャンパンという名称でスパークリングワインが生産されており、スパークリングワインの一般名称であった。現在でもカリフォルニア・シャンパンという呼称でカリフォルニア産のスパークリングワインがつくられているのは、200年以上生産されてきた歴史に基づいている。
しかし近年では、フランスのAOC法が尊重され、AOCの規格に則って製造されたシャンパーニュ地方製のスパークリングワインだけが、シャンパンと名乗ることを認められ、その他のフランス製スパークリングワインは、ヴァンムスー（仏: Vin Mousseux）と呼ぶ。
なお日本では、これに似せて作られた清涼飲料水を「ソフトシャンパン」と名付けて販売していたが、フランス政府からの抗議があり、商品名をシャンメリーに変更した。またスイスのシャンパーニュでは、フランスのシャンパーニュより早くから、伝統的にワインを造っていたが、1974年に世界貿易機構により、この土地で生産されたワインやビスケットなどについて「シャンパーニュ」というラベルを使用することを止めるよう命令された。
また、アメリカ合衆国のビール会社ミラー社は、長らく自社製品に「ビールのシャンパン」と銘打って販売、業界団体のシャンパーニュ委員会が苦情を申し立てている。2023年、ベルギーの税関は同委員会の苦情を受け入れ、アントワープ港の税関で差し押さえた2352缶を廃棄処分とした。
シャンパンは生産者毎に番号が振られており、ラベルに記載される。

### ラベルの記載例
（例：KRUG、NM225-001）
最初2桁のアルファベは、生産者の形態を表す。
- NM：Négociant manipulant（ネゴシアン マニピュラン） - ブドウの一部または全量を購入して製造する会社。
- RM：Récoltant manipulant（レコルタン マニピュラン） - 自社のブドウだけで製造する会社。
- CM：Coopérative de manipulation（コーペラティヴ ド マニピュラシオン） - シャンパーニュ生産者の協同組合。
- RC：Récoltant coopérateur（レコルタン コーペラトゥール） - ブドウ栽培者の協同組合。
- SR：Société de récoltants（ソシエテ ド レコルタン） - 同族のブドウ栽培者によって構成される会社。

### 主な種類と用語
- Non millésimé（ノン・ミレジメ） - ヴィンテージ（収穫年）がラベルに記載が無く、様々な年のワインをブレンドされ造られている。Non Vintage（ノン ヴィンテージ）とも言われる。アッサンブラージュのため味が安定している、最も基本的なシャンパン。
- Millésimé（ミレジメ） - ヴィンテージが記載され、主にその年のワインで構成される（他の年のワインも20%ブレンド可能）　良年のみ造られる。Vintage Champagne（ヴィンテージ・シャンパン）とも言われる。ノン・ミレジメに較べて一般に高価だが、ブレンドを前提とするシャンパンにおいては異色。

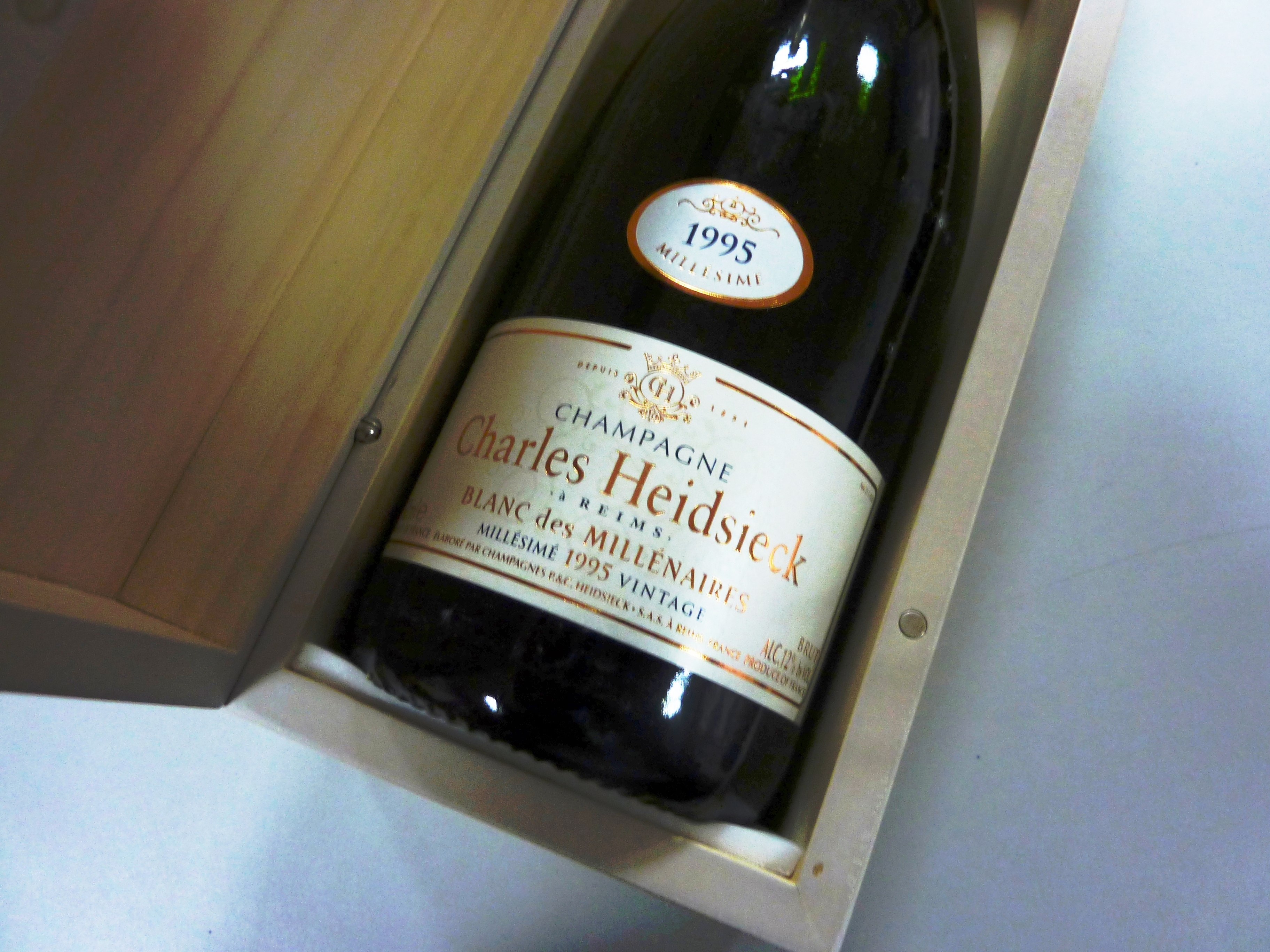
Blanc de Blancs（ブラン・ド・ブラン）

- Rosé Champagne（ロゼ・シャンパン） - 果皮から汁を出さないように搾汁して後、一定期間果汁に果皮をつけ込むことで淡いピンク色を付けた（セニエ方式）もの。ブレンド時に赤ワインを混ぜる場合もある。生産数は少ない。
- Blanc de Blancs（ブラン・ド・ブラン） - 規定の白葡萄（シャルドネ）のみで造られたシャンパン。ブレンドを前提としたシャンパンの中では異色の存在。
- Blanc de Noirs（ブラン・ド・ノワール） - 規定の黒葡萄（ピノ・ノワール、ピノ・ムニエ）のみで造られたシャンパン。皮を使用しないため色はつかない。ブラン・ド・ブランと同じく、ブレンドを前提としたシャンパンの中では異色の存在。
- Grand Cru（グラン・クリュ） - ラベルに記載されている場合、格付Cru100%の畑の葡萄だけで造られたシャンパン。
- Premier Cru（プルミエ・クリュ） - ラベルに記載されている場合、格付Cru90～99%の畑の葡萄だけで造られたシャンパン。

## 製法

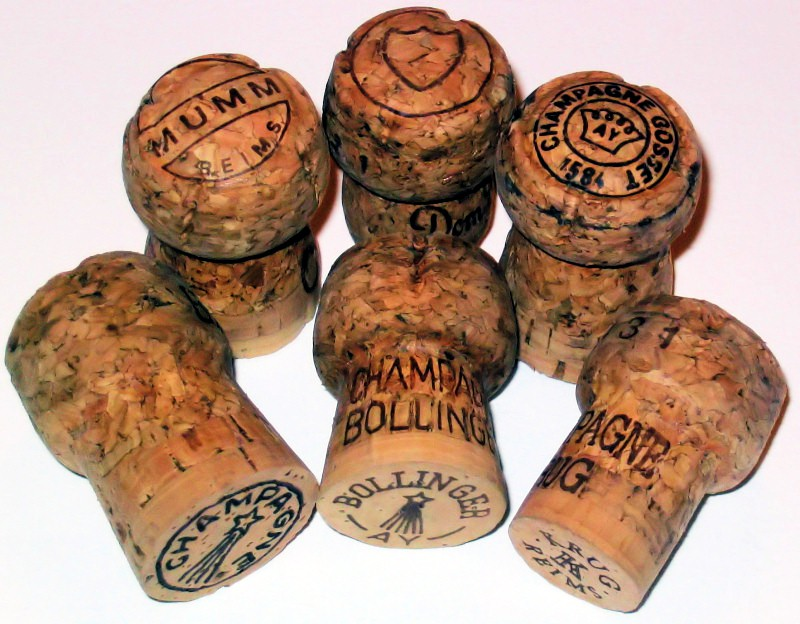
シャンパンのコルク

シャンパンは最も多くの場合、黒葡萄と白葡萄の配合によって造られる。白葡萄で主に使用されるのはシャルドネ種であり、黒葡萄でよく使用される2種類はピノ・ノワールと、ムニエである。近年、上記以外のピノ・ブラン、ピノ・グリ、アンフュメ、アルバンヌ、プティ・メリエなどの品種が使われている銘柄も存在する。
赤ワインの色合いはその果皮に由来するため、果汁は圧搾機で果皮から色素が浸漬しないように手早く静かに搾られ、白い果汁が取り出される。ロゼのシャンパンは、黒葡萄の果皮を微かに色付けのために与えた後に取り出すセニエ(マセラシオン)方式、または、瓶内二次発酵前のベースワインにシャンパーニュ産の赤ワイン添加(アッサンブラージュ方式)によって造られる。シャンパンに使用される葡萄は一般に、この地方が葡萄栽培地として寒冷地の北限にあたる為、糖度が低く酸の強いものが多い、しかしこの強い酸がシャンパンに他のスパークリングワインには真似できない気品を与えると言われている。また収穫はAOCにより手摘みに限られる。
最初の発酵は秋に、非発泡性ワインと同じ方法で行われ、果実に含まれる糖分がアルコールへと転換される。これが「ベース・ワイン」となるが、このワイン自体は酸味が強過ぎて面白みに欠けるものが多い。この時点で、様々な畑の、あるいは、「ノン・ヴィンテージ・シャンパン」の場合には様々な年のワインを使ったブレンド（アッサンブラージュ、assemblageと呼ばれる工程）が行われる。各作り手のブランドイメージに沿ってブレンドされ、作り手の腕の見せ所でもある。また良い葡萄が収穫された年に造られた優れたブレンド用のワインはリザーブワイン（又はヴァン・ド・レゼルヴ、vin de réserve）と呼ばれ、その配合が品質に強い影響をあたえる為、良いリザーブワインの確保が作り手にとって重要であると言われている。

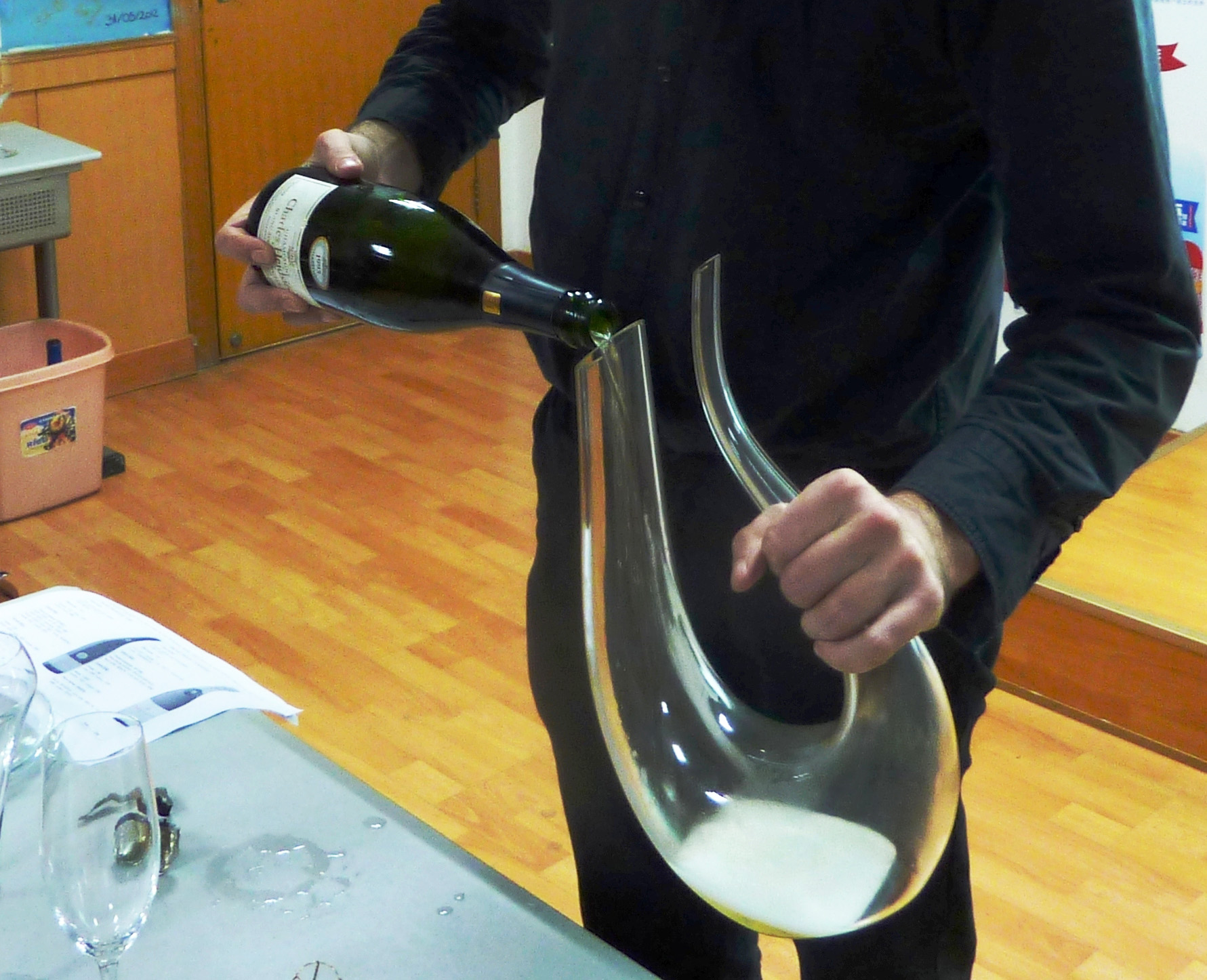

ブレンドされたワインは、炭酸を得るための二次発酵の準備として酵母とその発酵を促進するため蔗糖の入ったシロップをワインに加える（ティラージュ、tirageと呼ばれる工程、補糖ともいわれる）。そして瓶詰めされワインの貯蔵室に置かれる。貯蔵室は石灰岩の地下深くに掘られた洞窟を使用していることが多い。発酵によりアルコールと泡の源である二酸化炭素が発生し、瓶内に閉じ込められ、ワインの中に溶け込む。発酵が終わり役割を終えた酵母は澱となり、その澱とともに寝かせることによって、酵母が分解作用でとり込んだうまみがワインに徐々に戻される。その後ピュピトルと呼ばれる台に差し込み保管される。瓶は毎日微かに(1/8)回転させながら徐々に倒立した状態にさせられ、澱が瓶の首の部分に集まり（ルミュアージュ、remuageと呼ばれる工程）除去が可能となる。昔は職人が手作業で行っていたが、現在は非常に手間のかかる手作業よりもジャイロパレットと呼ばれる機械でルミュアージュが行われることが多い。出荷が近づくと瓶の口を氷点下20度に冷却し、栓を抜くことで気圧により凍結させた澱がぬけ、澱が除去（デコルジュマン、degorgementと呼ばれる工程）される。冷却せずに手作業で澱を除去する昔ながらの方法もある。目減りした分はワインに糖分を添加したリキュールで補充（ドザージュ、dosageという工程）される。この作業はシャンパーニュ造りの終りの工程であるため、添加するリキュールは「門出のリキュール」とも呼ばれる。このときの糖分の量で甘口か辛口かが決まる。
最も甘口のものは「ドゥー」（doux）（残糖分50g/L以上）と呼ばれ、辛口になるにつれて「ドゥミ・セック」（demi-sec）（32g～50g/L）、「セック」（sec）（17g～32g/L）、「エクストラ・ドライ」（extra dry）（12g～17g/L）、「ブリュット」（brut）（12g/L未満）、そして「エクストラ・ブリュット」（extra brut）（6g/L未満）がある。従ってエクストラ・ドライを直訳した「極辛口」のシャンパンは実際には、ブリュットと書かれたものよりは甘いのである。幾つかの作り手は、糖分を添加しない「ブリュット・ナチュール」（brut nature）を造っている。ドザージュの後、瓶にコルクで打栓（bouchage）され針金つきの金具でとめる。
製品はティラージュ（tirage）後、最低でも15か月寝かせるまでは、AOCにより出荷が禁止されているが、より長い方が望ましい。「ヴィンテージ・シャンパン」は、最低3年寝かせる事が決められている。

## シャンパンを用いた料理
- シュークルート・ア・ラ・シャンパーニュ（Choucroute à la Champagne、仏語：シュークルート、独語：ザワークラウト）は、通常では白のアルザスワインで煮るが、これの代わりにシャンパンで煮る贅沢な料理。レストラン（ブラッスリー）では、顧客の目の前でアルコールランプなどを用いて鉄皿をあぶりつつ、シャンパンをまぶして煮る。
- アマダイのシャンパン煮 - アマダイの白ワイン煮の内、使うワインがシャンパンとなるもの。飲用に出すのと同じシャンパンひと瓶を丸ごと惜しげもなく鍋に注いで煮込む、大変贅沢な一品である。

## シャンパングラス
シャンパン用のグラスにはクープとフルート（仏：フリュート）がある。
- クープはボウルの部分が浅い、脚付きのグラス。かつては女性が（上を向き飲む際に動く喉＝のどを周囲に見せずに）優雅に飲むという目的のため主流だったが、口が広く炭酸が抜けやすいことから、シャンパン・フルート（champagne flute）にその座を譲るようになった。シャンパン・タワー（champagne tower）の演出で用いられることが多い。オリジナルはマリー・アントワネット、ポンパドゥール夫人、ジョゼフィーヌ・ド・ボアルネいずれかの胸をモデルにしたという伝説がある。朝日新聞にコラム「飲むには理由がある」を連載している日本輸入ワイン協会会長の山本博は、現物が世界に2つ残っていて、小さくなく豊かで見事なものであると述べている[9]。
- フルート（フリュート）は細長いグラスで、スマートで泡立ちもよく見えるので、席巻している。とはいえ、飲みにくいし、残り少なくなったのを飲むのも大きく傾けなければならない。山本博はコラム「飲むには理由がある」で、普通の白ワイン用のグラスが向いていると述べている[9]。
- 125ml入りの小型瓶は、そのまま口をつけて飲む屋外などカジュアルなスタイルでの用途瓶であるが、フルートより小さいという洒落から「ピッコロ」と愛称が付けられている。

## シャンパンとイベント

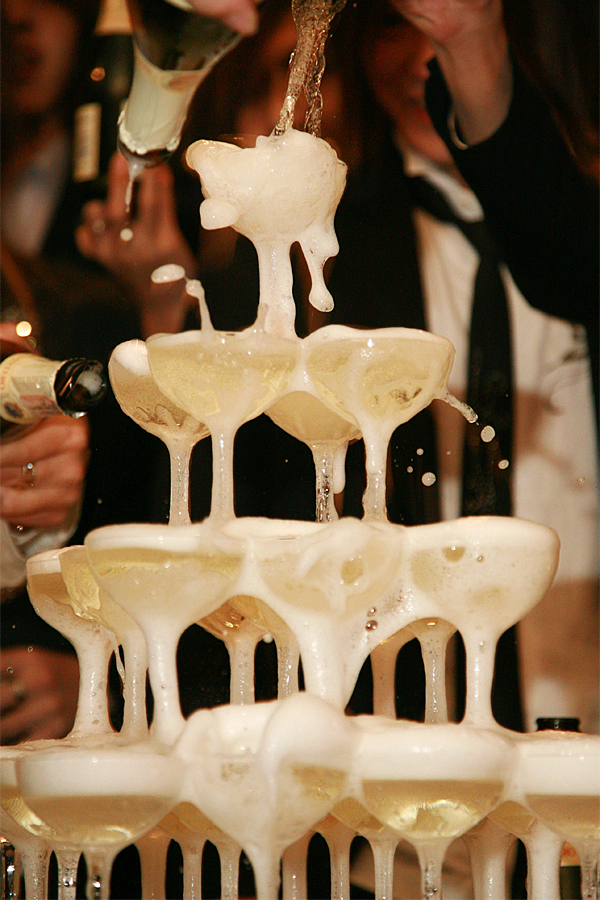
シャンパンタワー

下記のイベントなどでは基本はシャンパンを使うが、地域によってはウィスキーや日本酒など国柄や地元の特産酒を用いる場合や、一般的なスパークリングワインで代用する場合も有る。
シャンパンファイト（シャンパンシャワー）
表彰式や祝勝会で、優勝した選手や優勝したチームが行う。
シャンパンタワー（シャンパンピラミッド）
シャンパングラス(クープ)を、タワー状あるいはピラミッド状に積み上げて、頂点からシャンパンを注ぐもの。
進水式
新造船や新造潜水艦の進水式では、シャンパンをロープで上から釣り、女性がそれを振り子の勢いで船体に叩きつけて瓶を割る。
フリーフロー
いわゆる飲み放題のことを、シャンパンについて行う料飲店では「フリーフロー（制限なし流し）」と呼ぶ。時間制が一般である。

## シャンパンが登場、引用される作品
- ヨハン・シュトラウス2世のポルカに「シャンペン・ポルカ」という作品がある。
- ヨハン・シュトラウス2世のオペレッタ『こうもり』第2幕に「シャンパンの歌(合唱)」がある。
- クイーンのアルバム『シアー・ハート・アタック』収録「キラー・クイーン」にてモエ・エ・シャンドンが歌われている。
- ビリー・ジョエルのアルバム『ニューヨーク52番街』に収録されている「ビッグ・ショット」にドン ペリニヨンが登場する。
- オアシスのアルバム『モーニング・グローリー』には「シャンペン・スーパーノヴァ」という曲が収録されている。
- 映画『カサブランカ』ではイルザとパリで初めて会ったリックが「君の瞳に乾杯！」
- 映画『七年目の浮気』ではマリリン・モンローがおとといの誕生日には一人だったのでといって高級シャンペンをもってきて主人公とポテトチップスで食べる。
- 映画『死刑台のエレベーター』では主人公の車を盗んだカップルがベンツに乗ったドイツ人夫婦のパーティに招待されるが、シャンパンを出され、男はドイツの占領時代を思うと素直に乾杯できないといい、女は3本空にする。
- 映画『あなただけ今晩は』ではイルマに客がつかないように英国貴族に変装して500フランで貸し切りにしたつもりが、娼婦のヒモのトップということで皆にシャンパンを奢らされ、借金が増える。
- 映画『炎のランナー』では貴族の御曹司がハードルの上にシャンパンを並べ、こぼれたら教えてくれ、といって優雅に練習をする場面がある。
- 映画『月の輝く夜に』ではロレッタが結婚を決めた夜、父親が自分に買ってきたシャンパンに角砂糖を入れて乾杯する。
- 映画『オールウェイズ』では誕生日プレゼントを贈られたドリンダ（ホリー・ハンター）が山火事消火隊のバーで「シャンパングラスにビール」を注文すると、「1998年物のバドワイザーでございます」とバーテンダーが出してくれる。
- 映画『プリティ・ウーマン』では企業買収のやり手エドワードが高級ホテルのルームサービスでシャンパンとイチゴを注文する（苺をつまみながら飲むと香りが引き立つという）。
- 映画『タイタニック (1997年の映画)』では高級シャンパン・モエ・エ・シャンドンが出て二人の階級差を示す。
- 映画『ロスト・イン・トランスレーション』ではスカーレット・ヨハンソン演じるシャーロットの主人がルイ・ロデレールのクリスタルをベッドの上に置くシーンがある。
- ジャック・ヒギンズのショーン・ディロンシリーズでは主人公がルイ・ロデレールとクリュッグを愛飲している。また、必要に応じてボランジェやヴーヴ・クリコといった銘柄も登場する。
- 浜田省吾の11thアルバム「DOWN BY THE MAINSTREET」収録「MONEY」にテレビの向こう側の違う世界の飲み物という設定でドン・ペリニヨンが登場する。
- 宝塚歌劇団の月組公演で、脚本・演出／植田紳爾の『パリの空よりも高く』のプロローグに『シャンパーニュ』という曲が登場する。
- 映画『イングロリアス・バスターズ』ではビストロでの会食の場にペリエ・ジュエのベル・エポックがソーサー型のシャンパングラスに注がれる